# Zircaloy
Le leghe di zirconio (conosciute spesso con il nome commerciale di Zircaloy) sono un gruppo di leghe metalliche in cui è presente zirconio associato ad altri metalli. Poiché lo zirconio ha una sezione d'urto molto ridotta nei confronti dei neutroni termici, una grande rigidità, duttilità e resistenza alla corrosione, una delle applicazioni più comuni è l'uso in reattori nucleari come rivestimento delle barre di combustibile.
Normalmente, le leghe di zirconio ad uso nucleare sono composte da oltre il 95% in peso di zirconio, e meno del 2% di stagno, niobio, ferro, nichel ed altri metalli
,
che conferiscono alla lega migliori qualità meccaniche e di resistenza alla corrosione.

## Produzione e proprietà
Lo zirconio commerciale contiene tipicamente dall'1% al 5% di afnio, che deve essere eliminato nel caso di applicazioni in reattori nucleari, in quanto la sua sezione d'assorbimento neutronico è circa 600 volte maggiore rispetto allo zirconio.
Le leghe di zirconio utilizzate in ambito nucleare, per via dell'alta percentuale di zirconio presente, hanno caratteristiche simili a quelle del metallo puro. La sezione d'urto dello zirconio è di 0,18 barn, che è molto minore di quelle del ferro (2,4 barn) e del nichel (4,5 barn). Di seguito sono elencate le composizioni di diverse leghe utilizzate nell'industria nucleare, contenenti una quantità inferiore allo 0,3% di ferro e cromo e circa il 0,1% - 0,14% di ossigeno.

| Lega       | Sn, %   | Nb, %   | Produttore (paese) | Componenti                           | Tipi di reattore |
| ---------- | ------- | ------- | ------------------ | ------------------------------------ | ---------------- |
| Zircaloy 2 | 1.2–1.7 | –       | Tutti              | Rivestimento, componenti strutturali | BWR              |
| Zircaloy 4 | 1.2–1.7 | –       | Tutti              | Rivestimento, componenti strutturali | BWR, PWR, CANDU  |
| ZIRLO      | 0.7–1   | 1       | Westinghouse       | Rivestimento                         | PWR              |
| Zr Sponge  | –       | –       | Giappone e Russia  | Rivestimento                         | BWR              |
| ZrSn       | 0.25    | –       | Westinghouse       | Rivestimento                         | PWR              |
| Zr2.5Nb    | –       | 2.4–2.8 | –                  | Tubi di forza                        | CANDU            |
| E100       | –       | 0.9–1.1 | Russia             | Rivestimento                         | RBMK             |
| E125       | –       | 2.5     | Russia             | Tubi di forza                        | RBMK             |
| E635       | 0.8–1.3 | 0.8–1   | Russia             | Componenti strutturali               | RBMK             |
| M5         | –       | 0.8–1.2 | Areva              | Rivestimento, componenti strutturali | PWR              |